# Vespolate
Vespolate – miejscowość i gmina we Włoszech, w regionie Piemont, w prowincji Novara.
Według danych na rok 2004 gminę zamieszkiwały 2074 osoby, 122 os./km².